# Chojno (Białoruś)
Chojno (biał. Хойна; ros. Хойно) – wieś na Białorusi, w obwodzie brzeskim, w rejonie pińskim, w sielsowiecie Chojno.

## Warunki naturalne
Chojno położone jest nad doliną Prypeci i przy dużym obszarze bagiennym, objętym ochroną przez Rezerwat Krajobrazowy Prostyr, którego granica przebiega skrajem wsi.

## Historia
W 1872 r. zbudowano tu cerkiew pw. Zmartwychwstania Pańskiego, która nie zachowała się do naszych czasów.
Od XIX w. do 1939 (1945) Chojno było siedzibą zarządu gminy Chojno.
W dwudziestoleciu międzywojennym leżało w Polsce, w województwie poleskim, w powiecie pińskim. Po II wojnie światowej w granicach Związku Sowieckiego. Od 1991 w niepodległej Białorusi.